# Бурынь
Буры́нь (укр. Буринь) — город в Конотопском районе Сумской области Украины. До 2020 года являлся административным центром упразднённого Бурынcкого района, в котором составлял Бурынский городской совет.

## Географическое положение
Город Бурынь находится на берегу реки Чаша, которая через восемь км впадает в реку Сейм. Выше по течению на расстоянии в два км расположено село Михайловка, ниже по течению на расстоянии в 1 км расположено село Червоная Слобода. На реке и её притоках сделано несколько больших запруд.
Через город проходит железнодорожная линия Ворожба — Бахмач, на которой находится станция Путивль Юго-Западной железной дороги. К Бурыни ведут автомобильные дороги Т-1908, Т-1910 и Т-1916.

## Население
По состоянию на 1 января 2013 года численность населения составляла 9134 человек.
По данным переписи 2001 года украинцы составляли 94,68 % населения города, русские — 4,17 %.
| Год  | Численность | Численность |
| ---- | ----------- | ----------- |
| 1968 | 10 800      | [ 7 ]       |
| 2020 | 8476        |             |

### Языковой состав
Родной язык населения по данным переписи 2001 года:
| Язык       | Численность, чел. | Доля     |
| ---------- | ----------------- | -------- |
| Украинский | 11 065            | 95,33 %  |
| Русский    | 470               | 4,05 %   |
| Другое     | 72                | 0,62 %   |
| Итого      | 11 607            | 100,00 % |

В настоящее время украинский язык является официальным и основным языком города.

## История
1688 год — первое письменное упоминание. Существует версия, что Бурынь упоминается под названием Бирин как один из киевских городов в «Списке русских городов дальних и ближних», датируемом концом XIV века. Однако археологическими изысканиями она не подтверждена.
В «Экономических примечаниях к планам Генерального межевания», датированных 17 марта 1785 года, указано:

Село Бурынь Варвары Ивановны Челищевой, Кирилы Леонтьева сына Черепова с выделенною церковною землею спорами отведено.
Краткое экономическое описание: «Речки Чаши оврага Обода и одного отвершья его по обеим сторонам, а другого отвершья безымянного. На правой стороне на речке две мучные мельницы, каждая о двух поставах. В селе церковь архистратига Михайла, дом господский деревянный с плодовитым садом, церковная земля.
Речки Рудки на левой, а отвершья безымянного на правой сторонах земля чернозёмная, хлеб и трава средственны, лес дровяной. Крестьяне и подданные черкасы на пашне..

В 1847 году фрейлина Екатерина Алексеевна Челищева освободила 500 своих крестьян из числа жителей Бурыни, после чего бурынцы построили каменную Вознесенскую церковь, один из приделов которой назвали Катерининским. Левобережную часть поселения, ограниченную ручьями Рудка и Обод, где стояла церковь, назвали в народе Вольновкою.
В 1891 году Бурынь являлась селом Бурынской волости Путивльского уезда Курской губернии, в котором насчитывалось 3125 жителей и 495 дворов, здесь действовали овчинный и кирпичный заводы, 5 лавок, 5 постоялых дворов, 49 ветряных мельниц, школа и две православные церкви.
25 октября 1905 г. в Бурыни имели место крестьянские волнения, сопровождавшиеся разгромом торговых лавок (22 участника беспорядков были осуждены).
В конце января 1918 года в Бурыни была установлена Советская власть.
16 октября 1925 года территория бывшего Путивльского уезда (без Крупецкой волости), в том числе Бурынь, была передана из РСФСР в состав УССР.
20 апреля 1930 года началось издание районной газеты.
Во время Великой Отечественной войны в 1941—1943 гг. село Бурынь находилось под немецкой оккупацией.
В январе 1959 года численность населения п.г.т. Бурынь составляла 8 596 человек.
31 июля 1964 года п.г.т. Бурынь преобразован в город районного подчинения, в 1968 году численность населения города составляла 10,8 тыс. человек, здесь действовали несколько предприятий пищевой промышленности (сахарный комбинат, маслодельный завод, сушильный завод и семенной завод) и промышленности строительных материалов.
По состоянию на начало 1979 года здесь действовали сахарный комбинат, завод по производству сухого обезжиренного молока, овощесушильный завод, семенной завод, хлебокомбинат, элеватор, райсельхозтехника, комбинат бытового обслуживания, 4 общеобразовательные школы, музыкальная школа, 5 лечебных учреждений, Дом культуры, клуб, кинотеатр и 5 библиотек.
В январе 1989 года численность населения составляла 12 893 человека, основой экономики являлись предприятия пищевой промышленности.
В мае 1995 года Кабинет министров Украины утвердил решение о приватизации находившихся в городе семенного завода и райагрохимии, в июле 1995 года было утверждено решение о приватизации сахарного комбината, райсельхозтехники, совхоза „Бурынский“ и ПМК № 5.

## Экономика
Экономика Бурыни представлена следующими предприятиями и организациями:
- ОАО «Бурынский завод сухого молока».
- Бурынский элеватор.
- районная типография.
- Районное транспортное предприятие «Агротехсервис».
- ЕвроХим-Украина
- В окрестностях города несколько молочно-товарных ферм и одна птице-товарная.

Ныне не работают:
- ОАО «Бурынский семенной завод»
- ОАО «Бурынский завод продтоваров»
- ГП «Штурм»
- Овощесушильный завод
- Бурынская межрайбаза Сумского облпотребсоюза

## Объекты социальной сферы
- 2 детских сада.
- 3 школы.
- Дом культуры.
- Детская юношеская спортивная школа.
- Дом творчества школьников.
- Детская школа искусств.
- Центральная районная больница им. проф. Н. П. Новаченко
- Стоматологическая поликлиника.
- Центр реабилитации детей-инвалидов.
- Центральная районная библиотека.
- Районный краеведческий музей им. Павла Попова.

## Галерея

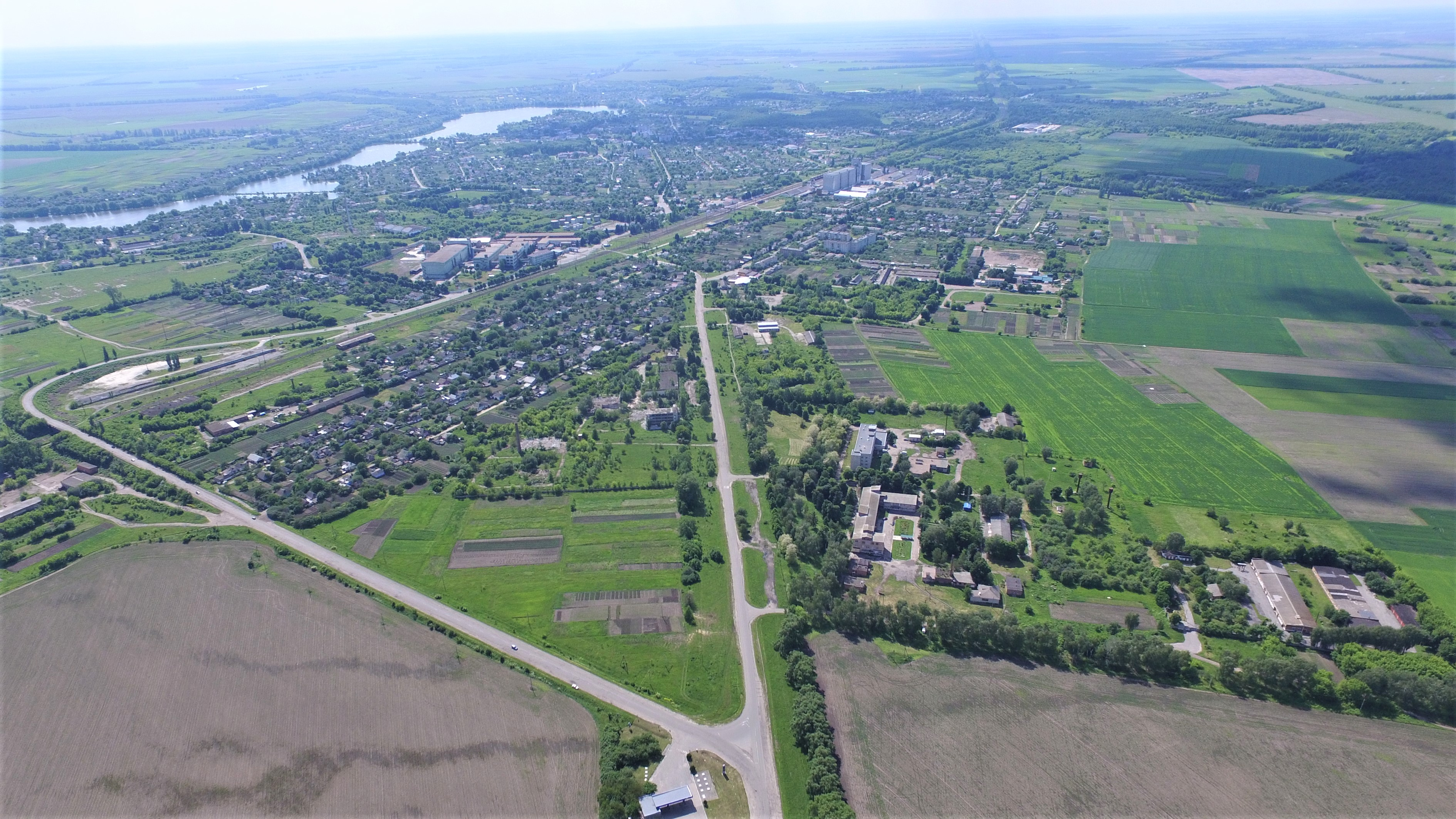
Панорама города
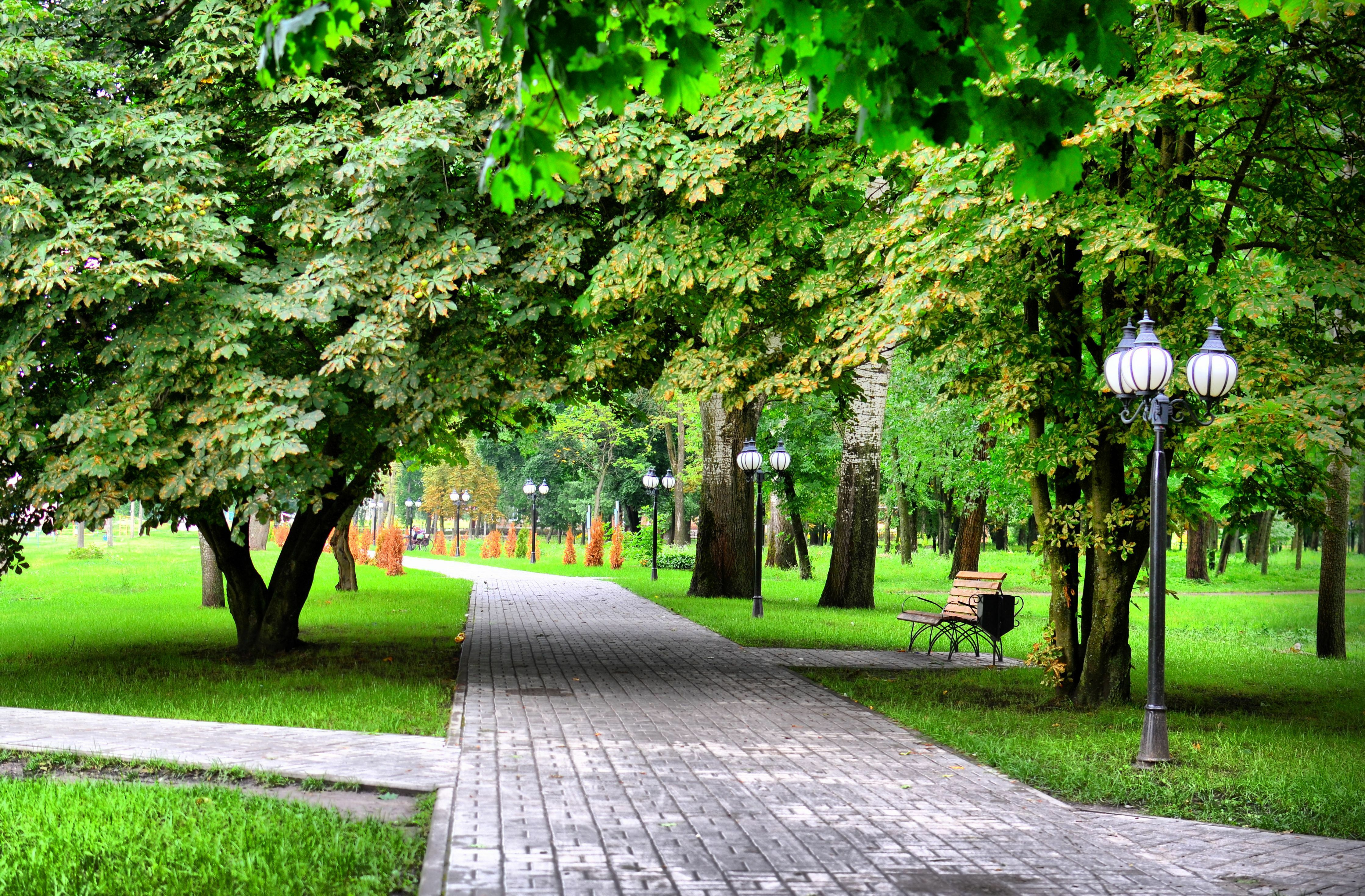
Парк
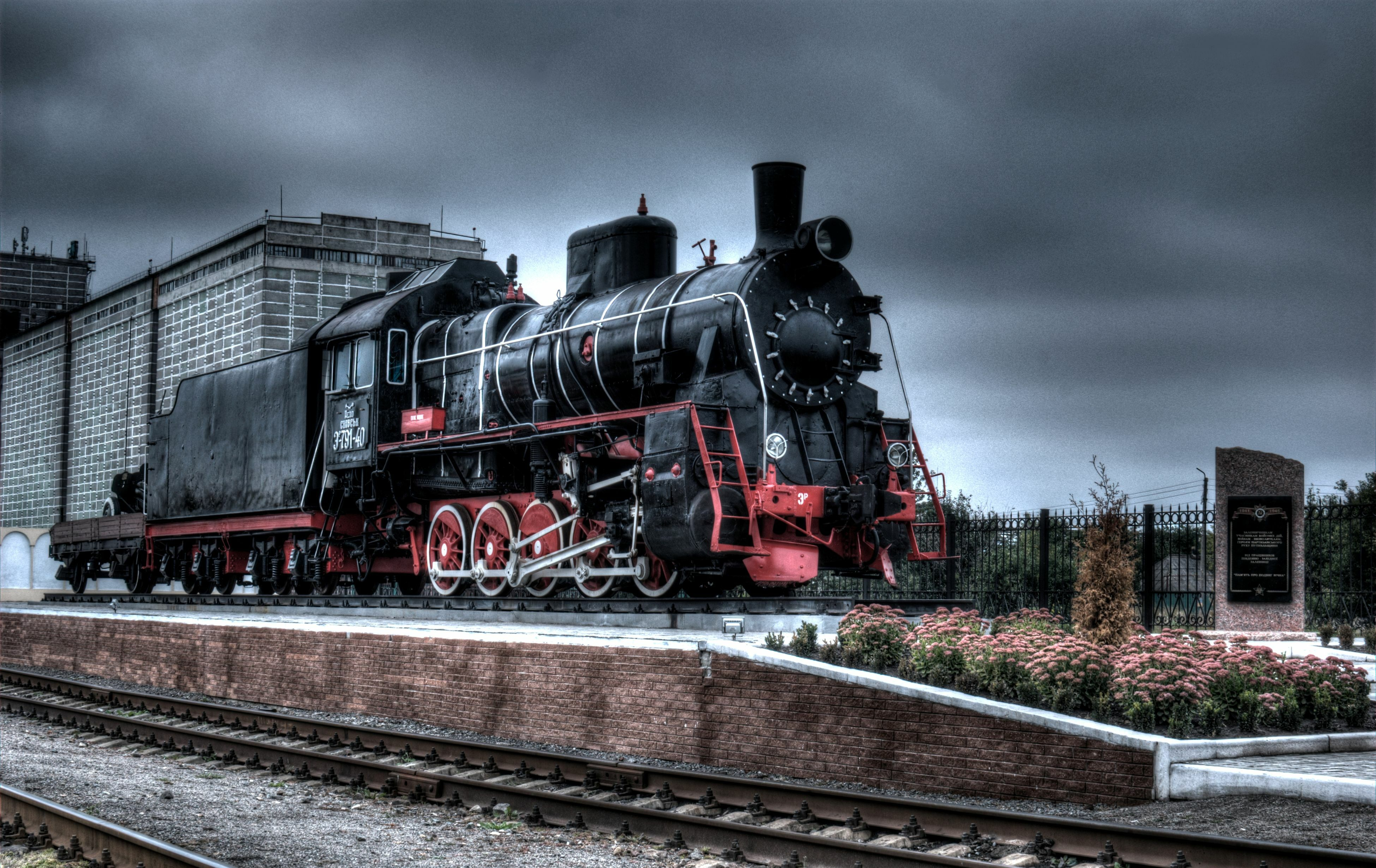
Локомотив-памятник на вокзале

## Известные уроженцы
- Педан, Адольф Мелентьевич — украинский художник-мультипликатор, член Союза кинематографистов Украины, работал в студии «Киевнаучфильм».
- Колесник, Раиса Самсоновна — украинская оперная певица, солистка Донецкого театра оперы и балета, народная артистка УССР, педагог, профессор Донецкой консерватории.
- Рыжков, Виталий Леонидович — советский биолог, специалист по вирусологии, тератологии растений и фитопатологии.
- Коноплин, Иван Степанович — прозаик, поэт, критик, драматург, публицист, кадровый военный, советский разведчик, репрессированный сталинским режимом.
- Анохин, Василий Сергеевич — выпускник Харьковского библиотечного института, писатель, педагог.[23]
- Новаченко, Николай Петрович — украинский ортопед-травматолог, член-корреспондент Академии медицинских наук СССР, заслуженный деятель науки УССР.[24][25]
- Конопленко, Всеволод Павлович — учёный, педагог, доктор технических наук, профессор, заведующий кафедрой физики прочности Московского физико-инженерного института.
- Канищенко, Леонид Алексеевич — экономист, педагог, кандидат экономических наук, профессор, член педагогической, инженерной и экономической академий наук Украины, автор около двухсот научных работ и двадцати учебников.[26]
- Городисская, Генриетта Яковлевна — учёный-биохимик, педагог, доктор медицинских наук, профессор. Её имя носит кафедра биохимии фармацевтического факультета Нижегородской государственной медицинской академии.[27]
- Овчинников, Михаил Михайлович — выпускник Ленинградской лесотехнической академии, доктор технических наук, профессор, академик РАЕН, проректор по учебной работе Санкт-Петербургской лесотехнической академии.[28]
- Павлов Всеволод Владимирович [20.1(1.2).1898,— 16.2.1972], советский искусствовед-египтолог, доктор искусствоведения (1944), заслуженный деятель искусств РСФСР (1962). Окончил МГУ (1929), преподавал там же (1931—71). В 1929—62 работал в Музее изобразительных искусств им. А. С. Пушкина. Исследовал основные стилевые принципы древнеегипетского искусства, связывая их с особенностями социального строя и религиозных верований египтян, изучал культурные взаимосвязи народов древнего мира, занимался проблемами атрибуции.
- Павлов, Иосиф Владимирович — генерал-майор русской императорской армии, старший брат египтолога В. В. Павлова.[29]